# Паника (приток Савалы)
Паника — река в России, протекает по Воронежской и Волгоградской областям. Правый приток реки Савала.

## География
Река Паника берёт начало у хутора Беспаловский Урюпинского района Волгоградской области. Течёт на север по открытой местности, пересекает границу Воронежской области. Устье реки находится ниже посёлка Большевик Новохоперского района в 14 км от устья Савалы. Длина реки составляет 17 км, площадь водосборного бассейна — 116 км².

## Данные водного реестра
По данным государственного водного реестра России относится к Донскому бассейновому округу, водохозяйственный участок реки — Савала, речной подбассейн реки — Хопер. Речной бассейн реки — Дон (российская часть бассейна).
Код объекта в государственном водном реестре — 05010200312107000007430.